# رضا جعفروف
رضا جعفروف (ترکی آذربایجانی: Rza İsa oğlu Cəfərov؛ زادهٔ ۳ ژوئیهٔ ۲۰۰۳) بازیکن فوتبال اهل جمهوری آذربایجان است.
وی همچنین در تیم‌های ملی فوتبال زیر ۲۱ سال جمهوری آذربایجان و جمهوری آذربایجان بازی کرده است.